# GOOD NEIGHBORS
GOOD NEIGHBORS（グッド ネイバーズ）は、2017年4月3日から2024年3月28日までJ-WAVE放送されていたラジオ番組。

## 概要
2017年3月まで、9時から16時30分の時間帯を3つの放送枠で分けていたのを再編し、13時から16時30分までの放送枠で開始した番組。タイトルの「GOOD NEIGHBORS」＝「良き隣人」が示すとおり、ゲストを「ご近所さん」と見なして、ナビゲーターのクリス智子とのトークを中心に構成する。
「ナビゲーターがゲストの魅力を引き出し伝えている。どのシチュエーションでも気持ちよく聞くことのできる選曲が優れている」といった点が評価され、2019年日本民間放送連盟賞のラジオ生ワイド部門で優秀賞を受賞した。
2024年3月をもって番組が終了することが同年2月29日のエンディングで発表された。後番組は『JUST A LITTLE LOVIN'』で同年3月までナビゲーターだった長井優希乃がナビゲーターの新番組『PEOPLE'S ROASTERY』が放送される予定。

## 放送時間
- 2017年4月 - 2021年3月：月曜 - 木曜 13時 - 16時30分
- 2021年4月 - 2024年3月：月曜 - 木曜 13時 - 16時

## ナビゲーター
- クリス智子
  - 2017年8月7日〜10日と12月13日はクリスの代理としてハマ・オカモトがナビゲート。
  - 2019年9月9日は令和元年房総半島台風（台風15号）の関東上陸に伴う鉄道網の混乱の影響を受け、クリスが移動できなくなったことから、クリスがJ-WAVEに到着するまでの間、前番組『STEP ONE』ナビゲーターのサッシャがそのままつなぎで担当した。
  - 2020年4月23日〜5月28日と2021年1月12日〜2月11日は、新型コロナウイルス感染拡大に伴う緊急事態宣言発令を受ける形で、「Stay Home放送」として鎌倉市にあるクリスの自宅（番組内では「鎌倉基地局」と呼称）に放送機材をセッティングしてリモートで生放送を実施[2][3][4]。以降も状況に応じて鎌倉からの放送を随時行っている。

## 主なコーナー
- 13:15 - TOKYO PASSPORT

東京をもっと面白くする様々なトピックを紹介。
- 13:45 - EYES OF ARTNEWS

オンラインメディアARTnews JAPANに掲載されたアートと社会のつながりに関する記事を同メディア編集部と紹介する。
- 14:10 - TALK TO NEIGHBORS

ゲストとのトークコーナー。2024年4月1日以降は13:00 - 13:30の単独番組として独立し、継続。
- 15:10 - RICE TO BE HERE

山口謠司（作家、中国文献学者、大東文化大学教授）が食を通して日本の文化を紐解く。
- 15:30 - TABLE SIDE STORY

「食」にまつわる文章を読み聞かせ。
- BOOK NEIGHBORS

リスナーが薦める週末に読むための本を紹介する。紹介された中から1冊を選びそれを翌週の採用者にプレゼントする。2021年3月までは木曜日のみのコーナーだったが、2021年4月より毎月最終木曜に全放送時間を使って特集形式に変更。

### 過去
- 14:10 - ORGANIC CONCIERGE[注 1]

オーガニックなライフスタイルを紹介。
- 14:30 - BEAUTIFUL STANDARD

ゲストが1週間を通してトークする。
- 15:10 - SECRET NOTES[注 1]

ミニ番組。ピアニストの西村由紀江が、音楽家たちの様々なエピソードを紹介する。
- 16:10 - WONDERFUL LIFE

1週間通して出演するゲストとトークする。
- 13:45 - SONGS TO TIME TRAVEL

時代を彩った名曲を、その時代に起きた出来事を元にしたショートストーリーとともに紹介する。木曜日はリスナーからのリクエストとそれにまつわるエピソードを紹介する。
- 15:10 - KINS MY SPECIAL

ゲストが週替わりで自らのライフスタイルで大切にしている物を語る。